# Операция «Коготь»

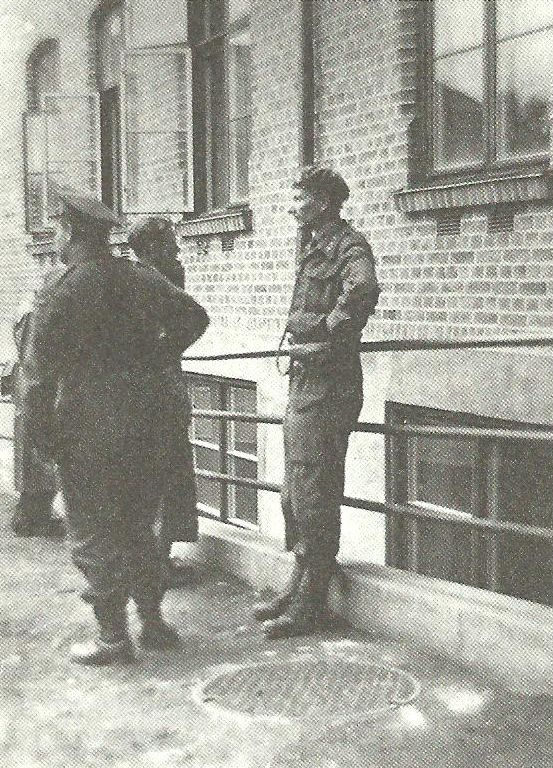
Британские и норвежские военнослужащие в Лиллехаммера 26 июня 1945 года

Опера́ция «Ко́готь» (англ. Operation Claw) или Лиллеха́ммерская опера́ция (норв. Lillehammer-kuppet) — секретная операция американских и шведских спецслужб в конце Второй мировой войны по эвакуации 35 нацистских разведчиков.

## Проведение операции
Операция проводилась в мае 1945 года совместно американским Управлением стратегических служб (УСС) и шведской разведывательной службой С-бюро на территории Норвегии. Об операции не знали ни правительство Норвегии, ни британские союзники США. По согласованию с верховным командованием Вермахта в Норвегии 35 нацистских разведчиков были собраны в норвежском городе Лиллехаммере 8—9 мая, после чего были тайно переправлены в Швецию. Через месяц на американском самолёте они были перевезены из Гётеборга в штаб-квартиру УСС в Германии. В обмен на своё спасение немцы передали американцам расшифрованные Абвером шифровальные радио-коды СССР, которые в дальнейшем были использованы США на раннем этапе Холодной войны.

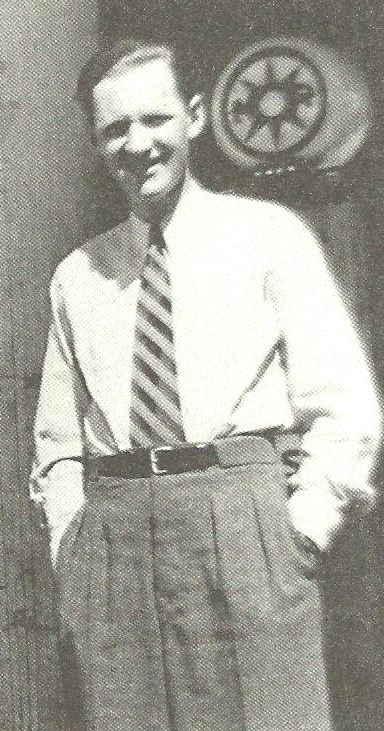
Кай Хольст

## Значимость и секретность
Со стороны УСС операцией руководил Энтони Кломан, скрывавшийся под псевдонимом «Регал». Американским правительством операции придавалось столь большое значение, что общее руководство осуществлял лично руководитель УСС Уильям Джозеф Донован, прибывший специально для этого в Лондон. И американцы, и шведы были крайне озабочены секретностью проводимой операции — первые боялись, что о ней могут узнать их советские союзники по антигитлеровской коалиции, вторые опасались за репутацию своей страны как нейтральной державы. Предположительно, норвежский деятель антинацистского сопротивления Кай Хольст был убит в Стокгольме 27 июня 1945 года из-за того, что накануне побывал в Лиллехаммере вместе с представителями британской разведки и узнал о проведённой несколькими неделями раньше там операции, но официально было сообщено, что он покончил жизнь самоубийством.